# John McDouall Stuart

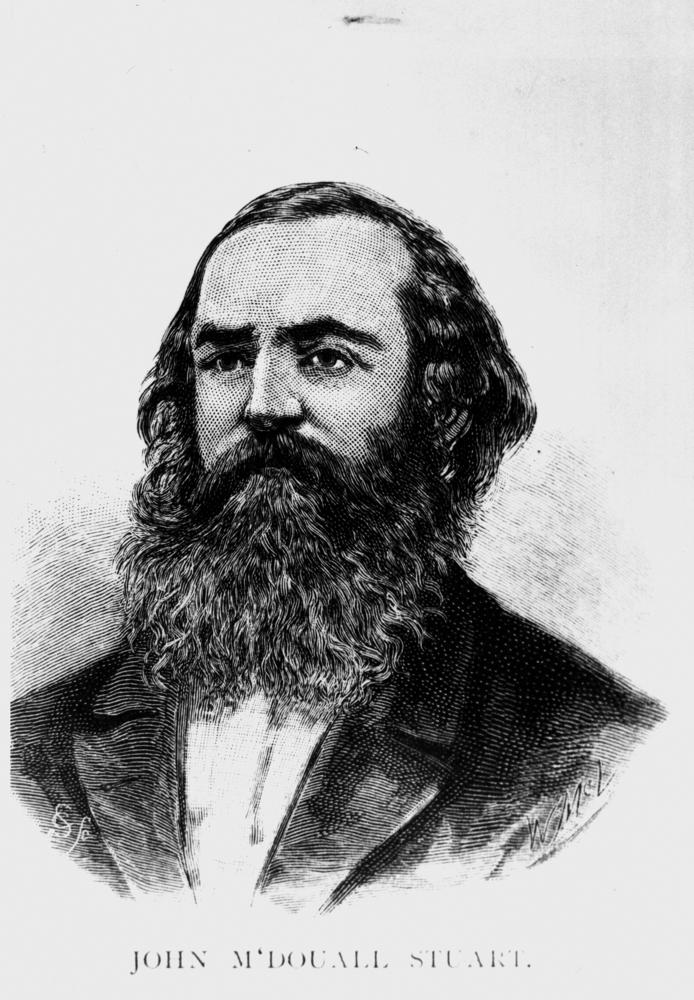
John McDouall Stuart.

John McDouall Stuart, född den 7 september 1815, död den 5 juni 1866, var en skotsk upptäcktsresande.
Stuart begav sig 1839 till Australien och åtföljde 1844–1845 Charles Sturt på dennes inlandsexpedition. Åren 1858–1862 företog Stuart själv sex expeditioner till det inre av den australiska kontinenten. Efter att ha gjort flera fåfänga försök lyckades han 1862 att, först av alla européer, genomvandra densamma i riktning från söder till norr, från Adelaide till Port Darwin vid Indiska oceanen. För denna bragd erhöll han en nationalbelöning av 5 000 pund sterling. Stuart skrev Explorations in Australia (2:a upplagan 1864). År 1864 utgav William Hardman The journals of John MacDouall Stuart during the years 1858–1862. 